# De transfiguratie (Rubens)
De transfiguratie (Frans: La Transfiguration) is een schilderij van Peter Paul Rubens uit 1604-05. Het werk maakt sinds 1803 deel uit van de collectie van het Museum voor Schone Kunsten in Nancy.

## Herkomst
Eind 1604 kreeg Rubens van Vincenzo I Gonzaga, hertog van Mantua, de opdracht om drie schilderijen te maken voor het koor van de jezuïetenkerk van de Allerheiligste Drievuldigheid in die stad. De transfiguratie hing daar aan de rechterkant van het hoofdaltaar, vergezeld door De familie Gonzaga in aanbidding voor de Drie-eenheid (achter het hoofdaltaar) en De doop van Christus (links van het hoofdaltaar). Deze decoratie werd in juni 1605 onthuld en wordt beschouwd als Rubens' eerste meesterwerk. Hoewel De Transfiguratie een jeugdwerk is, zoals blijkt uit enkele pentimenti, is het snel en met weinig aarzelingen uitgevoerd.
In 1798 trokken de troepen van Napoleon Mantua binnen. Zij namen het schilderij in beslag en brachten het naar het Centraal Museum voor de Kunsten in Parijs. In 1803 werd het overgebracht naar het museum in Nancy.
Tijdens de Tweede Wereldoorlog werd het schilderij gevouwen en raakte daardoor beschadigd. Eind jaren tachtig werd het gedurende twee maanden gerestaureerd, waarbij de overschilderingen aan het licht kwamen. Deze restauratie heeft de bekendheid van het werk bij het publiek vergroot.

## Voorstelling
Rubens liet zich inspireren door Rafaëls Transfiguratie. Dit blijkt vooral uit zijn keuze om zowel de transfiguratie als de genezing van een bezeten kind in één werk weer te geven. Beide gebeurtenissen staan direct na elkaar beschreven in het evangelie volgens Matteüs. Anders dan Rafaël koos Rubens voor een horizontaal formaat. De compositiekeuze is, net als het warme en krachtige coloriet, geïnspireerd door de kunst van Venetië uit de zestiende eeuw, waarvan Titiaan, Tintoretto en Veronese belangrijke vertegenwoordigers zijn. Rubens' eigen barokke stijl komt ook duidelijke naar voren, met name in de krachtige figuren, de sensualiteit van de vrouwelijke personages en de heftige gebaren en gezichtsuitdrukkingen van de mannelijke personages.
Jezus wordt omringd door Mozes en Elia. De apostelen Johannes, Jakobus en Petrus werpen zich aan zijn voeten. De theatraliteit van de scène komt met name voort uit de verontwaardigde houding van het kind, evenals de enorme afmetingen van de apostelen in het linkerdeel van het werk.
De kleuren van het schilderij zijn erg contrasterend. Het heldere licht dat op veel personages valt, lijkt Jezus zelf uit te stralen. De aandacht van de toeschouwer gaat hierdoor als vanzelf ook naar het bezeten kind. François Robert ziet een parallel tussen meteoren en de manier waarop Rubens de verschijning van de goddelijke natuur op aarde weergeeft.

## Afbeeldingen

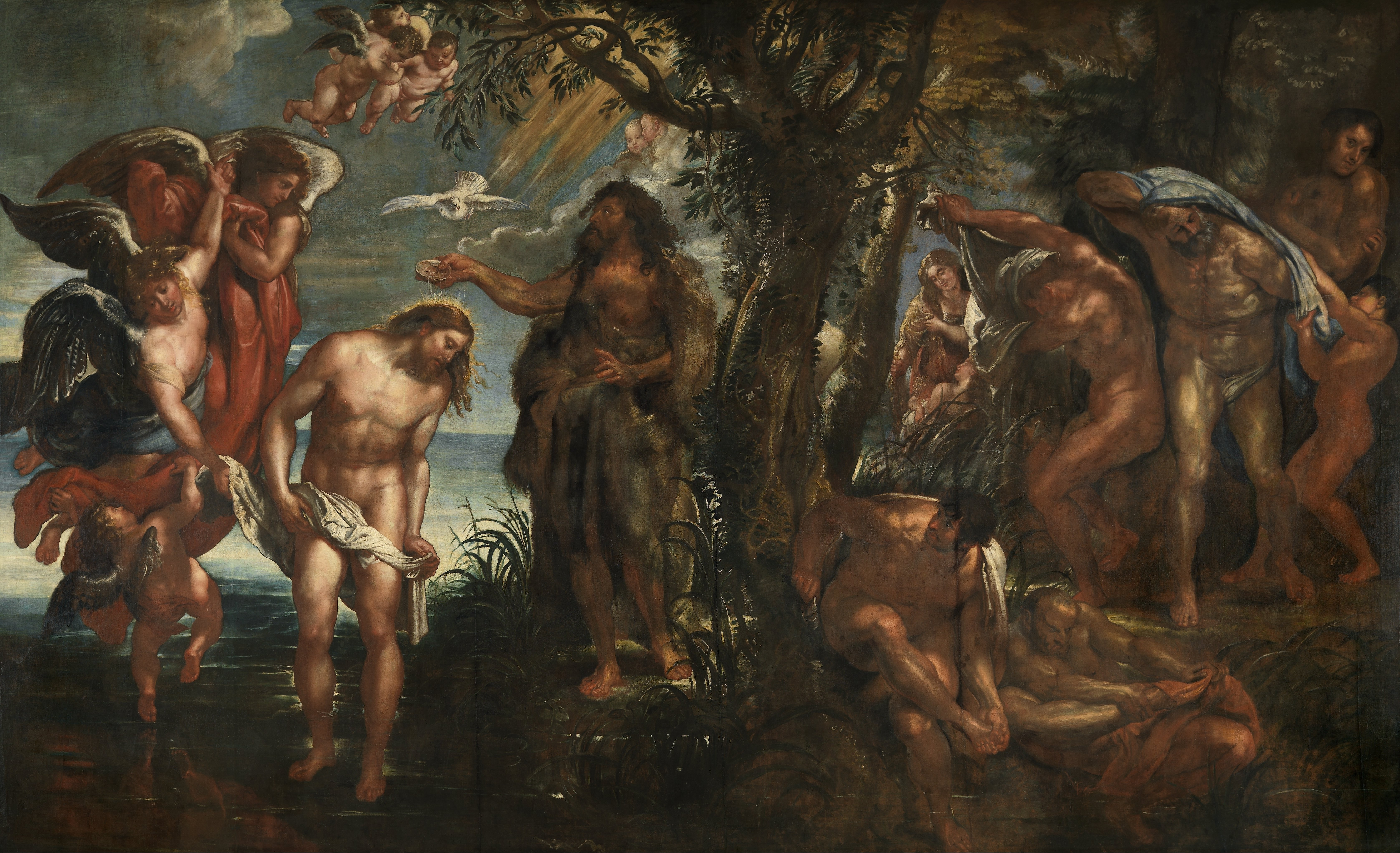
De doop van Christus
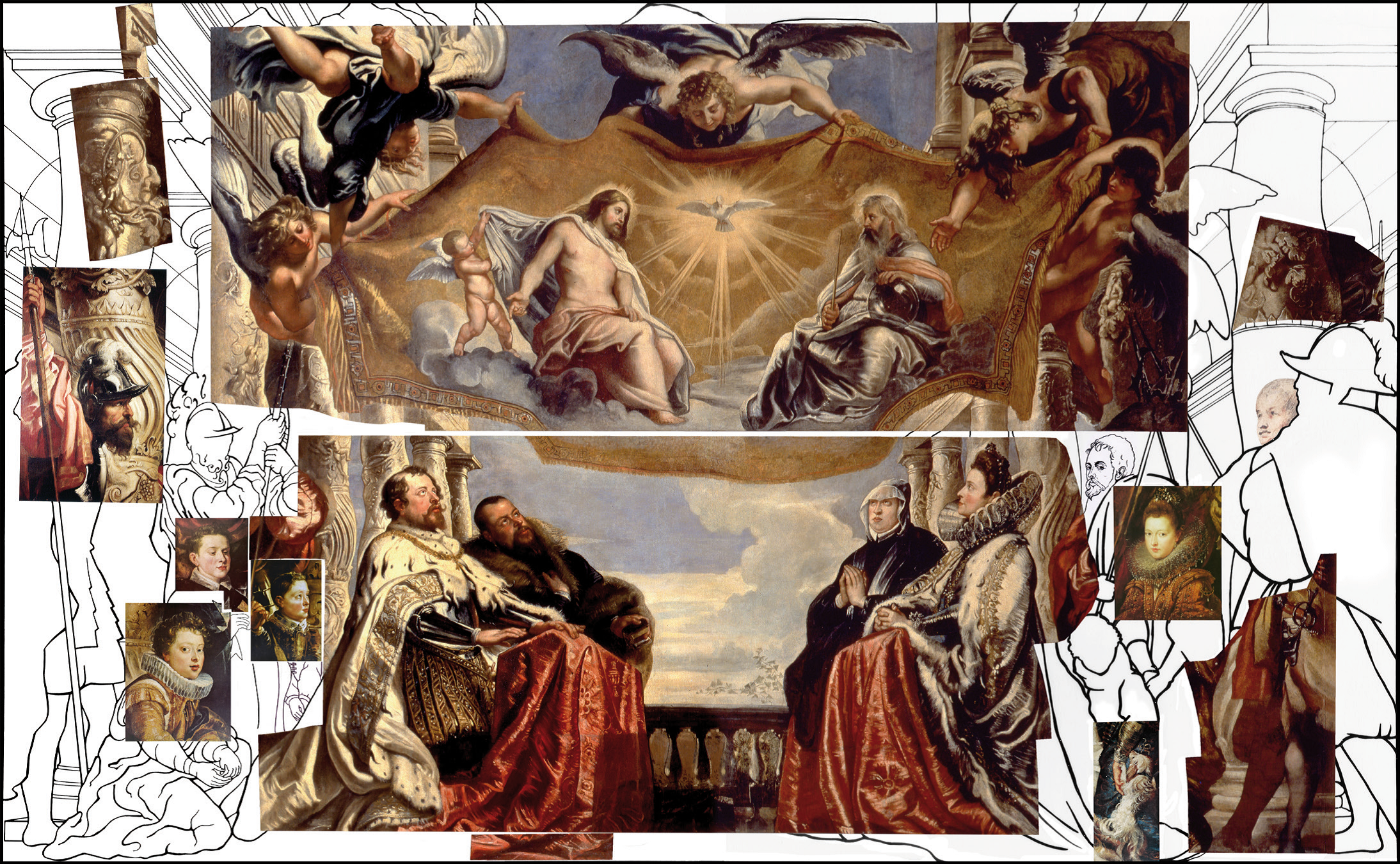
Reconstructie van De familie Gonzaga in aanbidding voor de Heilige Drievuldigheid
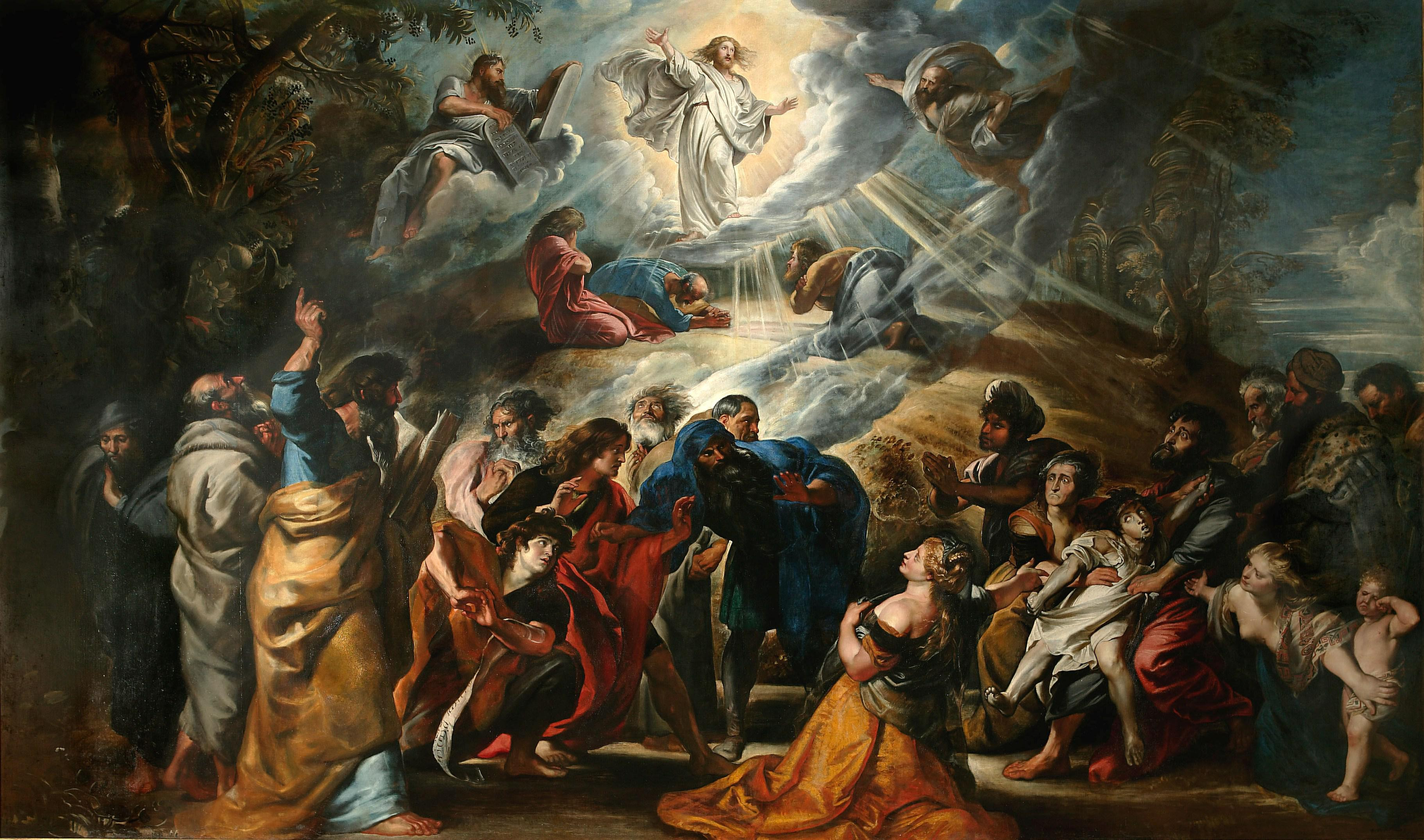
De transfiguratie
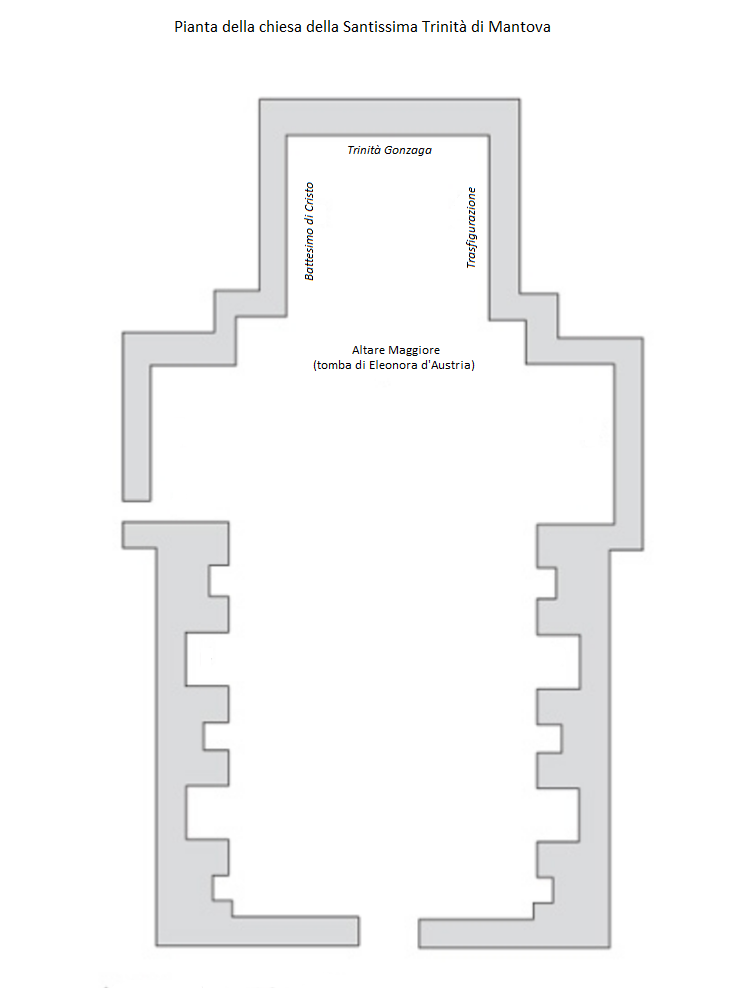
Plattegrond van de kerk van de Allerheiligste Drievuldigheid
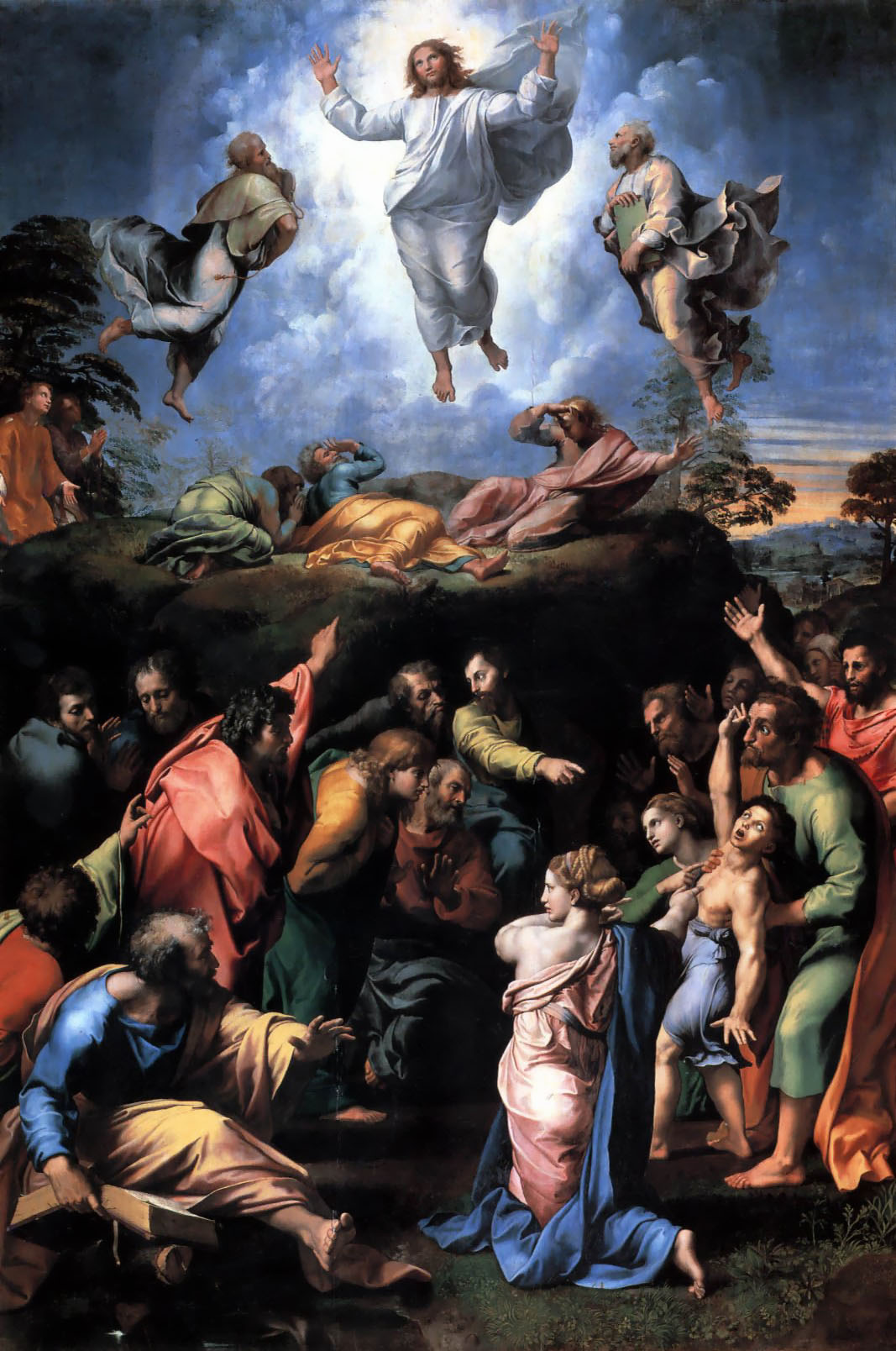
De transfiguratie - Rafaël